# Charlotte Bray
Charlotte Bray (née en 1982) est une compositrice britannique. Elle a été soutenue par le Royal Opera House Covent Garden, le London Sinfonietta et le Birmingham Contemporary Music Group, BBC Symphony Orchestra, et le Festival d’Aix-en-Provence, Sa musique a été interprétée par de nombreux chefs tels que : Sir Mark Elder, Oliver Knussen, Daniel Harding et Jac van Steen. Elle vit à Berlin.

## Biographie
Charlotte Bray est née à Oxford en 1982 et a grandi à High Wycombe, dans le Buckinghamshire. Elle a étudié le violoncelle et la composition au Conservatoire de Birmingham, où elle a obtenu son diplôme avec mention très bien après avoir étudié avec Joe Cutler . Elle termine un Master (diplome ou grade universitaire) en composition avec distinction au Royal College of Music, où elle a étudié avec Mark Anthony Turnage. Elle a participé au cours de composition contemporaine Britten-Pears en 2007 avec Oliver Knussen, Colin Matthews et Magnus Lindberg ; et a étudié au Tanglewood Music Center en 2008 avec John Harbison, Michael Gandolfi, Shulamit Ran et Augusta Read Thomas. En 2011, Charlotte est membre honoraire du Conservatoire de Birmingham et a été nommée ancien élève de l'année 2014 dans le domaine de l'excellence. L'attribution du Royal Philharmonic Society Composition Prize 2010 a donné lieu à une commande de quatuor avec piano pour le Cheltenham International Music Festival pour lequel Charlotte a écrit Replay . Elle a également été lauréate du Prix Lili Boulanger 2014.
Bray a été nommée apprentie compositrice en résidence au Birmingham Contemporary Music Group / Sound and Music pour 2009/10, période pendant laquelle la violoniste Alexandra Wood et le BCMG ont donné la première de son concerto pour violon Caught in Treetops sous la direction d'Oliver Knussen,. Son œuvre orchestrale Beyond a Fallen Tree a été interprétée par le London Symphony Orchestra sous la direction de Daniel Harding (commande UBS Soundscapes Pioneers), le 23 mai 2010. Son cycle de chansons Verre de Venise (ténor, piano, quatuor à cordes), a été co-commandé par Aldeburgh, Aix-en-Provence et Verbier Festivals en 2010. Ses Scenes from Wonderland ont été commandées par le London Philharmonic Orchestra, pour la soliste Jennifer Pike et les violonistes du London Music Masters, 2011. En tant que première compositrice en résidence du Oxford Lieder Festival 2011, Charlotte a composé un nouveau cycle de baryton pour Roderick Williams.
La première de At the Speed of Stillness (en), une commande des BBC Proms, avec Sir Mark Elder à la tête de l'Aldeburgh World Orchestra eut lieu en 2012; ainsi qu'"Invisible Cities", commande du Verbier Festival et interprété par Lawrence Power et Julien Quentin ; et Making Arrangements, un opéra de chambre écrit pour le Tête à Tête Opera Festival de Londres.
En 2015, l'opéra de chambre de Bray, Entanglement, a été créé par le Nova Music Opera. Charlotte a collaboré avec la librettiste Amy Rosenthal sur l'histoire de Ruth Ellis, la dernière femme pendue en Grande-Bretagne,,. Également créé en 2015, Out of the Ruins, commandé par le Royal Opera House Covent Garden pour leur compagnie de jeunesse, mezzo-soprano et orchestre ; Come away pour le chœur de la cathédrale de Chester ; et une nouvelle œuvre pour le violoncelliste Guy Johnston.
Charlotte Bray a écrit pour le London Symphony Orchestra, le London Philharmonic Orchestra, le Birmingham Contemporary Music Group, le Birmingham Symphony Orchestra, l'Ensemble 360, le Britten Sinfonia, le London Sinfonietta, le Dover Quartet, Albany et Oberon. Trio's, Claire Booth, Lucy Schaufer, Jennifer Pike, Lawrence Power, Isang Enders, Johannes Thorell, Julien Quentin, Huw Watkins et Mona Asuka Ott ; et des festivals, à savoir BBC Proms, Aldeburgh, Cheltenham, Savannah, Aix-en-Provence, Festspiele Europäische Wochen Passau, Festival 3B et Verbier. Les chefs d'orchestre qui ont interprété son travail incluent Sir Mark Elder, Oliver Knussen, Daniel Harding et Jac van Steen.
Elle composa en résidence à la colonie MacDowell dans le New Hampshire à l'été 2013; Et ensuite, au Centre d'Études de Ligurie, avec une bourse de la Fondation Bogliasco; et vit à Berlin en 2023.

## Œuvres
Liste partielle; éditée chez BirdSong.

### Œuvres pour orchestre ou grand ensemble
- Stone Dancer pour orchestre (2016)
- Falling in the Fire (en) pour violoncelle seul et orchestre (2015)
- Fanfare pour Birmingham (2014) ensemble de 8 musiciens
- Shadow Game[13] pour grand ensemble[14]
- Black Rainbow (composition) (en) pour orchestre (2013)[15]
- At the Speed of Stillness (en) ou : À la vitesse de l'immobilité pour orchestre (2012)[8]
- Scènes du pays des merveilles pour violon solo et orchestre (2011)
- Caught in Treetops (en)[16] pour violon solo et grand ensemble (2010)

### Musique de chambre
- Renga Miniatures (2007) flûte, clarinette, cor, piano, violon, violoncelle
- Trail of Light (2008) flûte et alto/violoncelle
- Three Rhapsodies (2009) quintette de clarinettes
- Throw Back (2009) quatuor de saxophones
- Midnight Interludes (2010) clarinette et violoncelle
- Villes invisibles (2011) alto et piano
- Replay (2011) piano, violon, alto, violoncelle
- Le soleil chassait Vénus (2012) quintette à cordes
- Secret (2012) duo de flûte
- The Barred Owl (2013) duo avec piano (deux pianos)
- Saxophone alto et piano Circling Point (2014)
- 2014 : The Sun Was Chasing Venus (en) pour quauor à cordes
- Ces yeux secrets et ce sourire fou (2014) trio avec piano
- Here Everything Shines (2015) flûte et guitare
- Persée (2015) violoncelle et piano

### Œuvres solos
- sur l'autre rive (2014) violoncelle
- Au-delà (2013) violon
- Oneiroi (2013) piano
- Suya Dalmak (2013) violoncelle et bande
- Hors des rails et tous en mer (2005/12) piano
- Chapitre un (2012) piano
- Passing Shadows (2012) guitare
- Late Snow (2009) hautbois
- Élégie pour George (2005-6) alto

### Œuvres vocales
- Midnight Closes soprano, piano, clarinette et violoncelle (2010)
- Verre de Venise (2010) ténor, piano, quatuor à cordes
- Sonnets et chansons d'amour (2011) baryton, piano
- Feuilles jaunes (2012) soprano, piano
- Fire Burning in Snow (en) mezzo-soprano, hautbois/cor anglais, clarinette si bémol/clarinette basse, violon et violoncelle (2013)

### Opéra et scène
- Le Renard et le Corbeau (2011) soprano, baryton, harpe et violoncelle
- Making Arrangements (2012) soprano, mezzo, ténor, baryton, flûte, cor anglais, harpe, violon, violoncelle et contrebasse
- Out of the Ruins (2014) chœur de jeunes, mezzo-soprano, orchestre
- Entanglement (en) (2015) soprano, ténor, baryton, flûte, clarinette/clarinette basse, percussions, violon, violoncelle, contrebasse

### Œuvres chorales
- Marcher avec mon iguane (2007) chorale et accompagnement piano
- On the Green (2013) chœur à deux voix et accompagnement au piano
- John, Tom et James (2013) chœur à deux voix et accompagnement au piano
- Come Away (2014) chorale a cappella SATB
- Agnus Dei (2014) chœur a cappella SSATTB

## Enregistrements
- 2020 : Concerto pour Violon "Caught in Treetops[16] chez Explicit Records
- 2018 : Chamber And Solo Works chez RTF Classical[17]
- 2014 : At the Speed of Stillness (en)[18] avec l'Aldeburgh World Orchestra, Sir Mark Elder, Alexandra Wood, Oliver Knussen, Lucy Schaufer, Huw Watkins, Claire Booth, Andrew Matthews-Owen; chez NMC